# Nate Burkey
Nate Burkey (Washington, 7 gennaio 1985) è un allenatore di calcio ed ex calciatore filippino, di ruolo attaccante.

## Carriera

### Club
Ha giocato nel campionato statunitense e filippino.

### Nazionale
Ha esordito in Nazionale nel 2011.